# Sarāb Doreh
Sarab Doreh (auch Sarab Doureh, persisch سراب دوره Sarab Dowreh, DMG Sarāb Doreh) ist eine Stadt im Landkreis Doreh im Westen Irans. Sie liegt etwa 32 Kilometer südwestlich von der Stadt Chorramabad mitten im Zagrosgebirge auf einer Höhe von etwa 1110 Metern über Normalnull in der Provinz Luristan.

## Geschichte
Am 12. Februar 2002 wurde bei Sarab Doreh ein Flugzeug vom Typ Tupolew Tu-154M der Iran Airtour in einen Berg geflogen. Bei dem Unfall kamen 119 Menschen ums Leben (siehe auch Iran-Airtour-Flug 956).